# Josef Mifsud
Josef Mifsud (7 settembre 1984) è un ex calciatore maltese, di ruolo difensore.

## Carriera

### Club
Ha giocato nella massima serie del campionato maltese con varie squadre. Nel corso degli anni ha anche giocato 2 partite nei turni preliminari di Champions League ed una partita nei turni preliminari di Europa League.

### Nazionale
Tra il 2007 ed il 2008 ha giocato complessivamente 6 partite con la nazionale maltese.

## Palmarès

### Club

#### Competizioni nazionali
- Campionato maltese: 2

Sliema Wanderers: 2002-2003
Valletta: 2007-2008
- Supercoppa di Malta: 2

Valletta: 2008
Sliema Wanderers: 2009